# Zelgoszcz (powiat poddębicki)
Zelgoszcz – wieś w Polsce położona w województwie łódzkim, w powiecie poddębickim, w gminie Wartkowice.
Do 1937 roku istniała gmina Zelgoszcz. W latach 1975–1998 miejscowość należała administracyjnie do województwa sieradzkiego.